# Angel of Mine (Eternal-Lied)
Angel of Mine (englisch für „Mein Engel“) ist ein Lied der britischen Girlgroup Eternal, das im September 1997 erschien.

## Entstehung und Veröffentlichung
Das Lied wurde von Rhett Lawrence getextet, komponiert und produziert. Beim Schreibprozess erhielt er Unterstützung durch Travon Potts.
Die Erstveröffentlichung von Angel of Mine erfolgte als Single am 29. September 1997 bei EMI Music. Diese erschien als 2-Track-CD-Single mit der B-Seite Power of a Woman (Katalognummer: 884 835 2). Am 20. Oktober desselben Jahres erschien das Lied als Teil der ersten Eternal-Kompilation Greatest Hits (Katalognummer: 821 798-2).

## Inhalt
Bei Angel of Mine handelt es sich um ein Liebeslied aus dem Genre des Contemporary R&B.

## Musikvideo
Das dazugehörige Musikvideo entstand unter der Regie von Barry Maguire und verfolgt keine durchgehende Handlung. Die Band bietet das Lied sowohl in einer Waldgegend als auch in einem Wohnzimmer das Lied dar.

## Rezeption
Das paneuropäische Magazin Music & Media schrieb: „Mit dieser üppigen Nummer bestätigen Eternal ihren Status als britische Königinnen der R&B-Ballade und bieten gleichzeitig einen Vorgeschmack auf ihr bevorstehendes Greatest Hits-Album, das am 20. Oktober erscheinen soll.“
Das britische Magazin Music Week bewertete Angel of Mine mit fünf von fünf Punkten und wählte es zur Single der Woche. Es wurde als „üppige, berührende Ballade, die ihre stimmlichen Fähigkeiten hervorhebt“ und „Es kann nicht scheitern“ beschrieben. Alan Jones vom Magazin bezeichnete es als „besonders erhebend und angenehm“.
Im Juni 2019 wurde Angel of Mine auf Platz 91 der „Top 100 Girl Band Singles of the Last 25 Years“ der Official Charts Company eingestuft.

## Kommerzieller Erfolg

### Chartplatzierungen
| ChartsChartplatzierungen     | Höchstplatzierung | Wochen |
| ---------------------------- | ----------------- | ------ |
| Deutschland (GfK)            | 85 (5 Wo.)        | 5      |
| Schweiz (IFPI)               | 44 (3 Wo.)        | 3      |
| Vereinigtes Königreich (OCC) | 4 (13 Wo.)        | 13     |

| ChartsJahrescharts (2022)    | Platzierung |
| ---------------------------- | ----------- |
| Vereinigtes Königreich (OCC) | 51          |

### Auszeichnungen für Musikverkäufe
| Land/Region                  | Auszeichnungen für Musikverkäufe (Land/Region, Auszeichnung, Verkäufe) | Verkäufe |
| ---------------------------- | ---------------------------------------------------------------------- | -------- |
| Norwegen (IFPI)              | Gold                                                                   | 10.000   |
| Vereinigtes Königreich (BPI) | Silber                                                                 | 200.000  |
| Insgesamt                    | 1× Silber · 2× Gold ·                                                  | 210.000  |

## Coverversionen

### Monica

#### Entstehung und Veröffentlichung
Im Jahr 1998 nahm die US-amerikanische Sängerin Monica eine Coverversion zu Angel of Mine auf. Obwohl der Text von Clive Davis leicht abgeändert wurde, werden lediglich die Originalautoren Lawrence und Potts als alleinige Urheber aufgeführt. Für die Produktion zeichnete Rodney Jerkins verantwortlich. Jerkins beaufsichtigte darüber hinaus, zusammen mit Dexter Simmons, auch die Abmischung, während die Aufnahmen von Rico Lumpkins übernommen wurden. Die Noten für das Lied Angel of Mine sind in der Tonart D-Dur im gemeinsamen Takt mit einem langsamen Tempo von 96 Schlägen pro Minute.
Die Erstveröffentlichung dieser Version erfolgte am 14. Juli 1998 bei Arista Records, als Teil von Monicas zweiten Studioalbum The Boy Is Mine (Katalognummer: 07822-19011-2). Am 9. November desselben Jahres erschien das Lied als vierte Singleauskopplung aus dem Album. Diese erschien unter anderem als 2-Track-CD-Single mit der B-Seite The First Night (Katalognummer: 07822-13590-2), oder auch CD-Maxi-Single, die um die zweite B-Seite Don’t Take It Personal (Just One of Dem Days) erweitert wurde (Katalognummer: 74321 66786 2).

#### Hintergrund
Monica selbst, die nichts von Eternals Original von Angel of Mine wusste, bis sie ihre eigene Version des Songs aufgenommen hatte, beschrieb den Song als „einen Freund zu haben, mit dem sie sich verliebt, was als Mensch sehr leicht zu bewerkstelligen ist“.

#### Musikvideo
Das Musikvideo zu Angel of Mine entstand unter der Regie von Diane Martel und zeigt Tyrese Gibson als Monicas Geliebten.

#### Rezeption
Koautor Potts kommentierte Monicas Interpretation: „Rodney [Jerkins] hat bei der Produktion unglaubliche Arbeit geleistet, und dann war auch Monicas stimmliche Interpretation unglaublich. Sie hat so eine große Stimme für jemanden, der so jung ist.“

#### Kommerzieller Erfolg

##### Chartplatzierungen
| ChartsChartplatzierungen       | Höchstplatzierung | Wochen |
| ------------------------------ | ----------------- | ------ |
| Vereinigte Staaten (Billboard) | 1 (30 Wo.)        | 30     |
| Vereinigtes Königreich (OCC)   | 55 (2 Wo.)        | 2      |

| ChartsJahrescharts (1999)      | Platzierung |
| ------------------------------ | ----------- |
| Vereinigte Staaten (Billboard) | 3           |

| ChartsJahrescharts (1990–1999) | Platzierung |
| ------------------------------ | ----------- |
| Vereinigte Staaten (Billboard) | 62          |

##### Auszeichnungen für Musikverkäufe
| Land/Region               | Auszeichnungen für Musikverkäufe (Land/Region, Auszeichnung, Verkäufe) | Verkäufe  |
| ------------------------- | ---------------------------------------------------------------------- | --------- |
| Australien (ARIA)         | Gold                                                                   | 35.000    |
| Neuseeland (RMNZ)         | Gold                                                                   | 15.000    |
| Vereinigte Staaten (RIAA) | Platin                                                                 | 1.000.000 |
| Insgesamt                 | 2× Gold · 1× Platin ·                                                  | 1.050.000 |

### Weitere Coverversionen
- 2024: Halsey – Lucky (Album: The Great Impersonator)[32]